# 169E busz (Budapest)

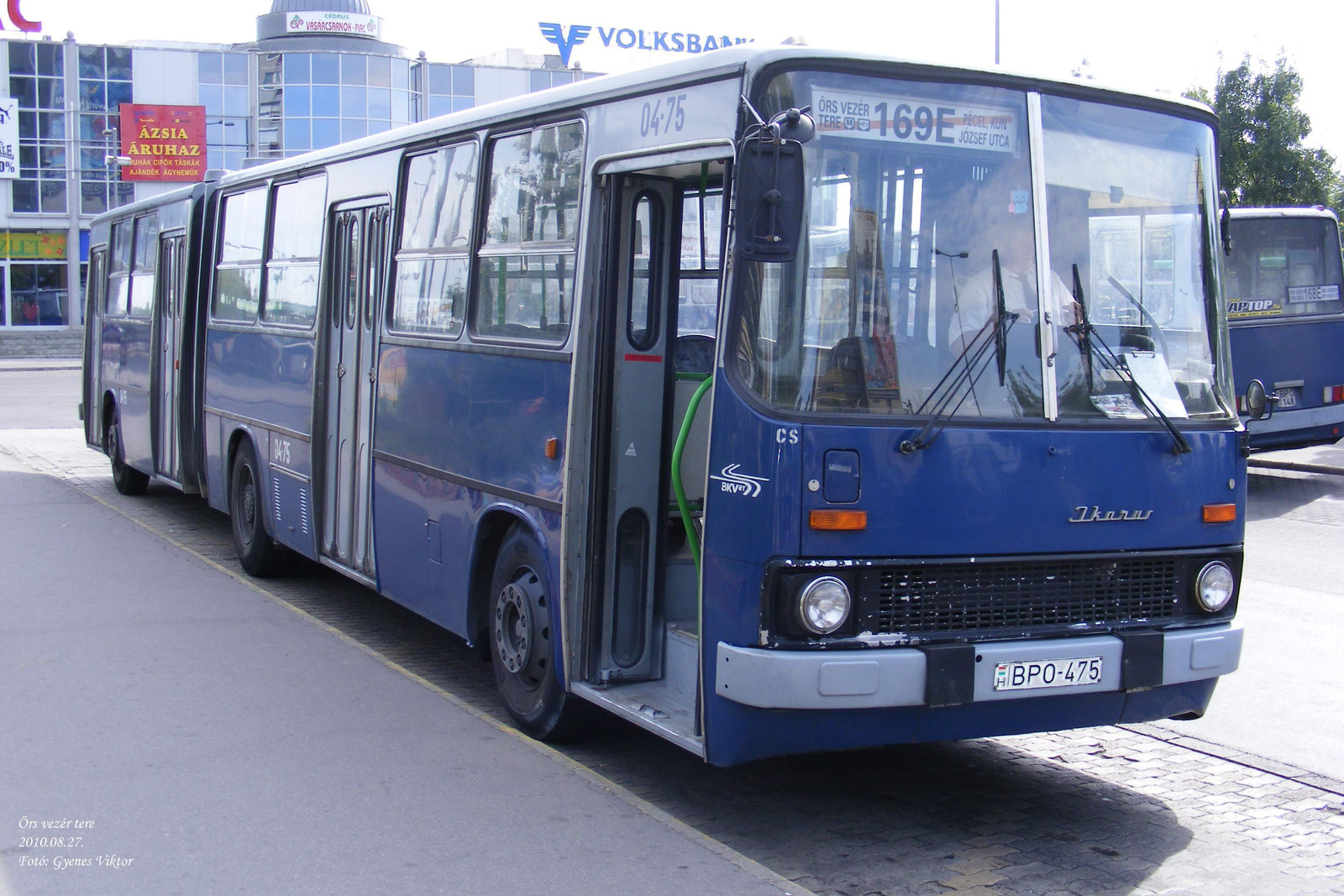
Kezdetben Ikarus 280-as buszok jártak a vonalon

A budapesti 169E jelzésű autóbusz egy zónázó gyorsjárat az Örs vezér tere és Pécel, Kun József utca között, mivel csak Pécelen, Rákoscsabán és Rákoskeresztúron áll meg. Kőbányáról a Fehér út – Gyógyszergyári utca – Keresztúri út – Pesti út útvonalon jut el Rákoskeresztúr központjába ugyanúgy, ahogyan a régi 61E, de a Borsó utca és Rákoskeresztúr, városközpont között mindenhol megáll, majd innen a régi 69-es vonalán indul el Pécel felé a Csabai út – Péceli út útvonalon. Pécelen pedig a Pesti út – Rét utca – Állomás utca – Baross utca – Ráday Gedeon tér – Kovács utca – Maglódi út útvonalon éri el a végállomását. Ez a legkeletebbre fekvő végállomás, ahol nappali buszjárata a BKK-nak megáll. A járatot a MÁV Személyszállítási Zrt. üzemelteti; vonalán éjszaka a 956-os busz közlekedik.

## Története
2008 szeptemberéig a 69-es busz Rákoskeresztúr, városközpont és Pécel, Kun József utca között, míg a 69A Rákoskeresztúr, városközpont és Rákoscsaba, Színes utca között közlekedett. 2008. szeptember 6-án a 61E busz három járatra vált szét, ezek egyike a 169E lett (a másik kettő a 97E és a 261E), útvonala a Keresztúri úton keresztül az Örs vezér teréig hosszabbodott. Egymáshoz hangolt menetrenddel elérve azt. A 69A-t pedig a 62-es busszal kötötték össze, az új járat viszonylatjelzése 162-es lett.
2021. november 27-étől hétvégente és ünnepnapokon, valamint 2024. február 12-étől munkanapokon 20 óra után az autóbuszokra kizárólag az első ajtón lehet felszállni, ahol a járművezető ellenőrzi az utazási jogosultságot.

## Járművek
Az új paraméterkönyv bevezetése után (2008. szeptember 6.) a 169E viszonylaton hétfőtől szombatig Ikarus 280-as és Ikarus 435-ös típusú csuklós buszok közlekedtek, míg vasárnap és ünnepnapokon Ikarus 260-as és Ikarus 412-es típusú szóló buszok jártak. 2008. november 1-jétől megszűnt a vonalon az alacsonypadlós járművekkel való kiszolgálás, így hétfőtől szombatig Ikarus 280-as, Ikarus 435-ös típusú csuklós buszok közlekedtek, míg vasárnap és ünnepnapokon Ikarus 260-as típusú szóló buszok jártak a vonalon. A buszokat a BKV Cinkotai garázsa állította ki.
2014. április 26-ától a vonalat a Volánbusz üzemelteti alacsony padlós Volvo 7900A típusú járművekkel.
2018 áprilisától egészen 2019 őszig a vonalon Volvo 7900A Hybrid csuklós buszok is közlekedtek.
2020 őszétől az új generációs Mercedes-Benz Conecto G csuklós buszok is közlekednek a vonalon.

## Útvonala
| Pécel, Kun József utca felé |
| Örs vezér tere M+H vá. – Fehér út – Gyógyszergyári utca – Keresztúri út – felüljáró – Pesti út – Csabai út – Péceli út – Pécel, Pesti út – Rét utca – Állomás utca – Baross utca – Ráday Gedeon tér – Kovács utca – Maglódi út – Pécel, Kun József utca vá. |
| Örs vezér tere felé |
| Pécel, Kun József utca vá. – Maglódi út – Kovács utca – Ráday Gedeon tér – Baross utca – Állomás utca – Rét utca – Pesti út – Budapest, Péceli út – Csabai út – Pesti út – Jászberényi út – Dreher Antal út – Élessarok – Fehér út – Örs vezér tere M+H vá. |

## Megállóhelyei
| 0                                   | Örs vezér tere M+H végállomás     | 40 | 10, 31, 32, 44, 45, 67, 85, 85E, 97E, 131, 144, 161, 161A, 161E, 168E, 174, 176E, 231, 244, 276E, 277 80, 81, 82, 82A 3, 62, 62A 410, 419, 430, 440, 441, 484, 485, 486, 505, 508, 509, 510 1040, 1049, 1070, 1075, 1077, 1078 |
| 14                                  | 513. utca                         | ∫  | 67, 97E, 161, 161A, 161E, 162, 195, 202E, 262 |
| 15                                  | Borsó utca                        | 25 | 67, 97E, 161, 161A, 161E, 162, 195, 202E, 261E, 262 |
| 16                                  | Kis utca                          | 23 | 97E, 161, 161A, 161E, 162, 195, 198, 202E, 261E, 262 |
| 17                                  | Bakancsos utca                    | 22 | 46, 97E, 161, 161A, 161E, 162, 195, 198, 202E, 262 |
| 19                                  | Szent Kereszt tér                 | 21 | 46, 97E, 161, 161A, 161E, 162, 195, 198, 202E, 262 |
| 21                                  | Rákoskeresztúr, városközpont      | 20 | 46, 97E, 98, 161, 161A, 161E, 162, 195, 198, 202E, 262 484, 485, 486, 504, 505, 506, 508, 509, 510 1070, 1075 |
| 22                                  | Szárny utca                       | 18 | 161, 161E, 162, 202E, 262 |
| 23                                  | Szabadság sugárút                 | 16 | 161, 161E, 162, 202E, 262, 297 |
| 24                                  | Lemberg utca                      | 15 | 161, 161E, 202E |
| 25                                  | Óvónő utca                        | 15 | 161, 161E, 202E |
| 26                                  | Csaba vezér tér                   | 14 | 161, 161E, 202E, 269, 298 |
| 27                                  | Czeglédi Mihály utca              | 13 | |
| 28                                  | Pöröly utca                       | 12 | |
| 29                                  | Ebergény utca                     | 11 | 269 |
| 29                                  | Színes utca                       | 10 | 269 |
| Budapest–Pécel közigazgatási határa |                                   |    | |
| 31                                  | Pécel, Pesti út 110.              | 9  | |
| 32                                  | Határ utca                        | 7  | 1, 1E, 2, 2i (Pécel helyi járat) 484 |
| 32                                  | Faiskola utcai átjáró             | 7  | 1, 1E, 2, 2i (Pécel helyi járat) |
| 34                                  | Orvosi rendelő                    | 6  | 1, 1E, 2, 2i (Pécel helyi járat) 449, 484 |
| 34                                  | Köztársaság tér                   | 5  | 1, 1E, 2, 2i (Pécel helyi járat) |
| 35                                  | Pécel vasútállomás                | 4  | 1, 1E, 2, 2E (Pécel helyi járat) 449 S80 |
| 36                                  | Ráday Gedeon tér                  | 3  | 1, 1E, 2, 2E, 2i (Pécel helyi járat) 449 |
| 37                                  | Kossuth tér                       | 2  | 2E, 2i (Pécel helyi járat) |
| 38                                  | Szent Imre körút                  | 1  | 2, 2E, 2i (Pécel helyi járat) |
| 39                                  | Árpád utca                        | 0  | 2, 2i (Pécel helyi járat) |
| 40                                  | Pécel, Kun József utca végállomás | 0  | |